# Molukkenadler
Der Molukkenadler (Aquila gurneyi) ist eine Art der Echten Adler, der von den Molukken bis nach Neuguinea und Inseln der Torres-Straße vorkommt. Das Artepitheton gurneyi trägt diese Art zu Ehren von John Henry Gurney (1819–1890), einem englischen Bankier und Amateur-Ornithologen.
Die Bestandssituation des Molukkenadlers wird mit potentiell gefährdet (near threatened) angegeben. Es werden keine Unterarten unterschieden.

## Erscheinungsbild

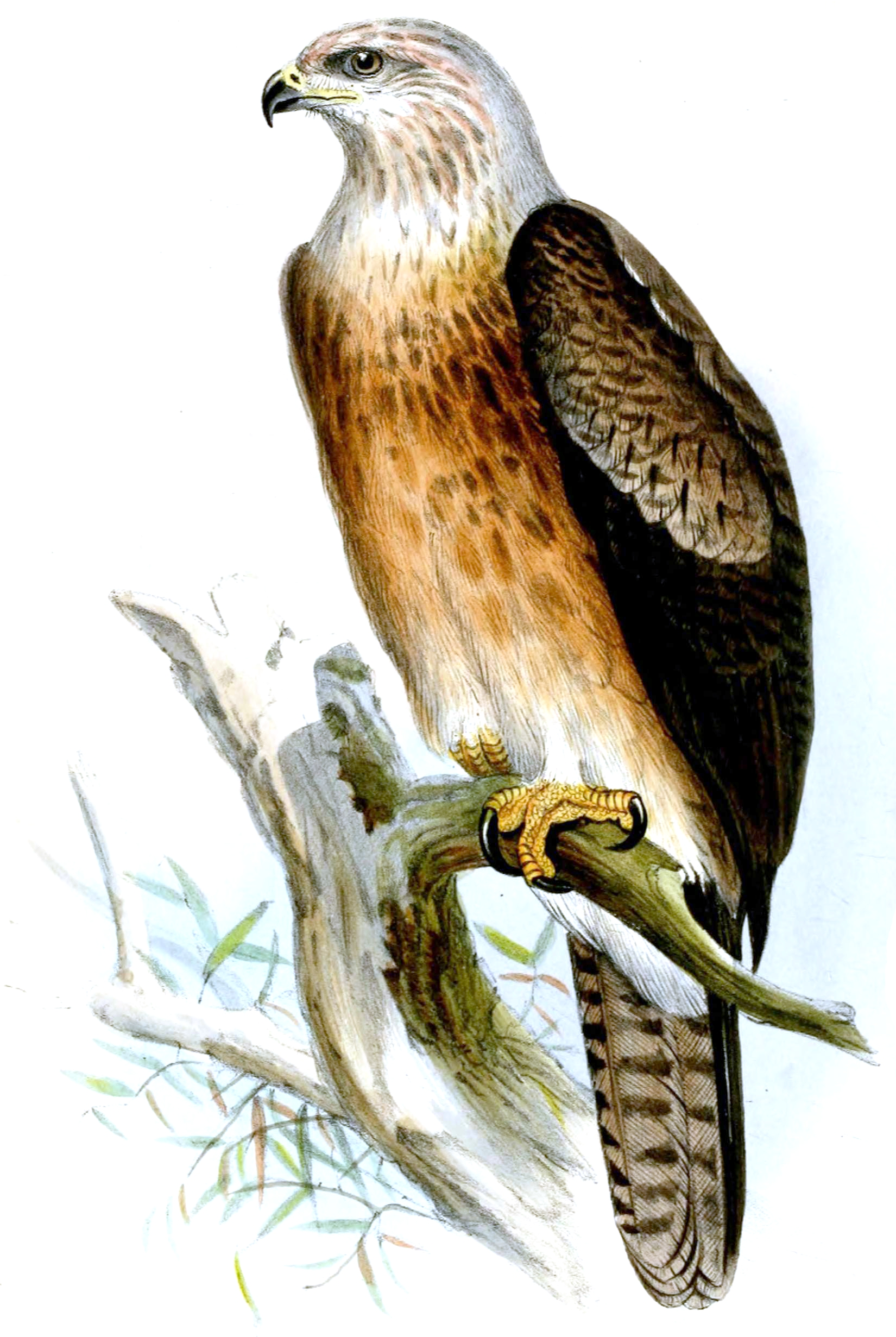
Molukkenadler, Illustration

Der Molukkenadler erreicht eine Körperlänge von 66 bis 86 Zentimeter und einer Flügelspanne zwischen 170 und 190 Zentimeter. Zum Gewicht liegen nur sehr wenige Daten vor. Ein einzelnes Weibchen wog 3,1 Kilogramm.
Die Körperoberseite und die Körperunterseite sind dunkelbraun bis schwarzbraun. Das Schwanzgefieder ist auf der Unterseite grau und geht in ein grauweiß auf der basalen Hälfte über, wo es diffus dunkel quergebändert ist. Der Schnabel ist grau mit einer schwarzen Spitze. Die Wachshaut ist grau. Die Iris ist dunkelbraun bis dunkelgelb. Die Füße und Beine sind cremeweiß bis mattgelb.
Jungvögel sind deutlich heller als die adulten Vögel, was sich vor allem am Kopf und der Körperunterseite zeigt. Der Kopf und der Hals sind matt hellbraun. Der Sattel, der Bürzel und die Oberschwanzdecken sind graubraun. Die Oberschwanzdecken sind außerdem breit blassbraun gesäumt und bilden dadurch einen auffälligen hellen Fleck am Rückenende. Das Schwanzgefieder ist schwarzgrau mit fünf bis sechs schmalen schwarzen und silbriggrauen Querbändern auf den mittleren Steuerfedern.
Die Körperunterseite ist matt rotbraun, mit einem deutlicheren rotbraunen Ton am vorderen Hals und geht in ein cremefarben auf dem Bürzel und den Unterschwanzdecken über. Einige Jungvögel haben auf der Vorderbrust und den Flanken dunkelbraune Längsstrichel, die am deutlichsten an den Brustseiten ausgeprägt sind, während die Flanken nur spärlich diese Strichelung aufweist. Das Schwanzgefieder ist auf der Unterseite grauweiß mit sechs bis sieben schmalen Querbändern. Der Schnabel ist bläulich weiß mit einer dunkleren Spitze, die Wachshaut ist bläulich weiß. Die Iris ist braun bis dunkel olivgelb. Die Füße sind weiß.

## Verwechslungsmöglichkeiten
Es gibt im Verbreitungsgebiet des Molukkenadlers mehrere Arten, mit denen er verwechselt werden kann. Der Keilschwanzadler hat ein auffällig keilförmiges Schwanzgefieder. Der Schnabel ist größer und kräftiger. Der Weißbauch-Seeadler hat breitere Flügel und der Schwanz ist deutlich kleiner und heller.

## Verbreitungsgebiet und Lebensraum
Der Verbreitungsschwerpunkt dieser Art ist Neuguinea, wo er in den Tiefebenen und vereinzelt in den Hochgebirgen vorkommt. Die Höhenverbreitung reicht auf Neuguinea bis maximal 2950 Höhenmeter. Der Molukkenadler kommt außerdem auf den Aru-Inseln, den Inseln Yapen und Biak in der Cenderawasih-Bucht, den D’Entrecasteaux-Inseln in der Salomonensee östlich von Neuguinea sowie den Molukken, einer Inselgruppe zwischen Sulawesi und Neuguinea. Er wurde auch bereits auf Boigu beobachtet, der größten Insel der Talbot-Inseln und die fünftgrößte im Archipel der Torres-Strait-Inseln, die zum australischen Bundesstaat Queensland gehören. Aus diesem Grund wird der Molukkenadler auch zur Avifauna Australiens gezählt.
Der Lebensraum des Molukkenadlers sind Regenwälder. Er jagt auch über Agrarland und patrouilliert auf einigen Inseln auch die Küstenzone.

## Lebensweise
Über die Lebensweise dieser Adlerart ist nahezu nichts bekannt. Seine Nahrung besteht vermutlich überwiegend aus kleinen Säugetieren und es wird vermutet, dass seine Hauptbeute Kuskus sind, eine Kletterbeutlerart, die auf den Molukken, auf Neuguinea, den Salomonen und auf der Kap-York-Halbinsel an der Nordspitze Australiens vorkommt. Details der Fortpflanzungsbiologie sind gleichfalls bislang nicht untersucht.